# Belvedere Marittimo
Belvedere Marittimo község (comune) Olaszország Calabria régiójában, Cosenza megyében.

## Fekvése
A megye nyugati részén fekszik, a Tirrén-tenger partján. Határai: Buonvicino, Diamante, Sangineto és Sant’Agata di Esaro.

## Története
A település első írásos említése 1091-ből származik.

## Népessége
A népesség számának alakulása:

## Főbb látnivalói
- Kapucinusok kolostora
- Santa Maria del Popolo-templom
- Madonna delle Grazie-templom (1446)
- Madonna del Rosario-templom (1091)
- SS. Crocifisso-templom